# Антемиол
Вижте пояснителната страница за други личности с името Антемий.
Антемиол (на латински: Anthemiolus; * 453; † 471) e генерал, член на Тракийската династия и на Теодосиевата династия на Римската империя.
Антемиол е син на западно-римския император Антемий (467 – 472) и Елия Марция Евфемия, дъщеря на източноримския император Маркиан и Елия Пулхерия. Брат е на Алипия, Прокопий и Маркиан и Ромул.
Антемиол е изпратен с войска от баща си в Галия вероятно през 468 или 471 г. заедно с трима военачалници (Торизарий, Евердинг и Хермиан) да се съпротиви на вестготите. Те са разбити през 471 г. от крал Ойрих близо до Арл.